# (26308) 1998 SM165
(26308) 1998 SM165 est un objet transneptunien faisant partie des twotinos.

## Caractéristiques
(26308) 1998 SM165 mesure environ 268 km de diamètre.

## Orbite
L'orbite de 1998 SM165 possède un demi-grand axe de 48,052 ua et une période orbitale d'environ 333 ans. Son périhélie l'amène à 30,099 ua du Soleil et son aphélie l'en éloigne de 66,005 ua. Il possède une résonance 1:2 avec Neptune.

## Découverte
1998 SM165 a été découvert le 16 septembre 1998.

## Satellite
Un objet d'environ 81 km a été découvert orbitant à environ 11 377 ± 8 km du primaire.